# Список населённых пунктов, вошедших в состав города Уфы
Список населённых пунктов, вошедших в 1920-х — 1950-х и в 1980-х — 2000-х годах в состав города Уфы. Ранее, в 1930-х — 1940-х годах, часть исторических населённых пунктов Уфы вошли в состав рабочего посёлка Черниковка (в 1938–1944 годах — Сталинский р-н города Уфы) и город Черниковск.
| №  | Наименование           | Основан (известен) | Упразднён   | Ранее             | Нынешний статус и состояние                                                                                   | Примечания                         |
| -- | ---------------------- | ------------------ | ----------- | ----------------- | --- | ---------------------------------- |
| 3  | Базилевка              | 1700               | 1992        | дер.              | дер. в Калининском р-не                                                                                       | [ 2 ] [ 3 ] [ 4 ]                  |
| 4  | Баланово               | 1795               | 1992        | село              | пос. в Дёмском р-не                                                                                           | [ 5 ] [ 6 ] [ 7 ]                  |
| 5  | Верх. Дудкино          | 1925               | 1933        | пос.              | сохранилась ул. Верхнее Дудкино в Кировском р-не                                                              | [ 8 ] [ 9 ]                        |
| 8  | Глумилино              | 1796               | 1932        | дер.              | частично сохранилась, частные дома; ныне — часть жилого р-на Октябрьского р-на                                | [ 10 ] [ 11 ] [ 12 ]               |
| 9  | Дёма                   | 1877               | 1944        | раб. пос. (город) | ныне — Дёмский р-н                                                                                            | [ 13 ] [ 14 ]                      |
| 10 | Дубовка                | кон. XIX           | 1932        | дер.              | не сохранилась; ныне — часть жилого р-на Октябрьского р-на                                                    | [ 15 ] [ 16 ] [ 17 ] [ 18 ] [ 19 ] |
| 11 | Дудкино                | 1908               | 1933        | пос.              | сохранилась ул. Дудкино, садоводческие товарищества в Кировском р-не                                          | [ 20 ] [ 21 ] [ 22 ]               |
| 19 | Касимово               | 1600               | 1988        | село              | частично сохранилась, частные дома; ныне — Гвардейская ул. в Калининском р-не                                 | [ 23 ]                             |
| 20 | Киржацкая              | 1810               | кон. 1930-х | дер.              | частично сохранилась, частные дома; ныне — часть ул. Ахметова жилого р-на Затона в Ленинском р-не             | [ 24 ]                             |
| 25 | Моторное (Богородское) | 1604               | 1944        | село              | частично сохранилось, ныне — часть жилого р-на Инорс в Калининском р-не                                       | [ 25 ]                             |
| 27 | Непейцево              | 1811               | 1926        | дер.              | частично сохранилась Российская ул. в Орджоникидзевском р-не                                                  | [ 26 ]                             |
| 29 | Новиковка              | 1857               | 1930-е      | дер.              | частично сохранилась Полярная ул. в Советском р-не                                                            | [ 27 ]                             |
| 30 | Нов. Александровка     | 1871               | 1992        | дер.              | сохранилась, частные дома в Дёмском р-не                                                                      | [ 28 ]                             |
| 34 | Романовка              | 1799               | 2005        | дер.              | сохранились улицы Романовка, Кустарёво, Ольховая в Дёмском р-не                                               | [ 29 ]                             |
| 36 | Софроновский           | сер. XIX           | 1930-е      | поч.              | сохранились Белебеевская, Бирская, Златоустовская, Мензелинская, Речная, Стерлитамакская ул. в Советском р-не | [ 30 ]                             |
| 37 | Стар. Александровка    | 1786               | 1983        | село              | сохранилась в Калининском р-не                                                                                | [ 31 ]                             |
| 39 | Степановка             | 1811               | 1957        | дер.              | сохранилась Чекмагушевская ул. в Орджоникидзевском р-не                                                       | [ 32 ]                             |
| 40 | Тимашево               | 1816               | 1957        | дер.              | сохранились Балканская и Тимашевская ул. в Орджоникидзевском р-не                                             | [ 33 ]                             |
| 44 | Черниковка             | 1931               | 1936        | раб. пос.         | в 1938 году преобразован в Сталинский р-н                                                                     | [ 34 ]                             |
| 45 | Черниковск             | 1944               | 1956        | город             | ныне — Калининский и Орджоникидзевский р-ны                                                                   | [ 34 ]                             |
| 46 | Шакша                  | 1890               | 1980        | пгт               | ныне — жилые р-ны Шакша-Северная и Шакша-Южная в Калининском р-не                                             | [ 35 ]                             |